# Persepolis Football Club
O Persepolis Football Club (em persa: باشگاه فوتبال پرسپولیس) é um clube de futebol do Irã, da cidade de Teerã. Suas cores são vermelho e branco.
Foi fundado em 1963 por Ali Abdo e está na primeira divisão iraniana desde 1968. O clube também possuía equipes de boliche, basquete e voleibol em seus primeiros anos.
É também conhecido como Piruzi, que, em persa, significa "vitória".

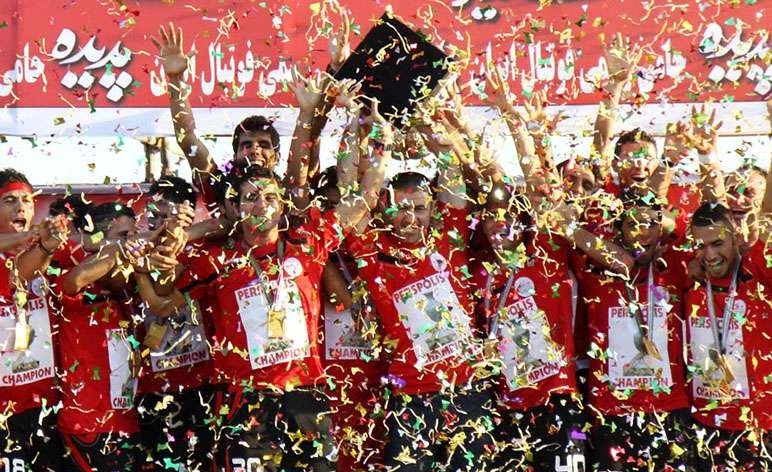
Comemoração ao título da Copa do Irã de 2011

## Títulos
| CONTINENTAIS | CONTINENTAIS           | CONTINENTAIS | CONTINENTAIS |
|              | Competição             | Títulos      | Temporadas |
| ------------ | ---------------------- | ------------ | --- |
|              | Asian Cup Winner's Cup | 1            | 1990–91 |
| NACIONAIS    |                        |              | |
|              | Competição             | Títulos      | Temporadas |
|              | Iran Pro League        | 15           | 1971–72, 1973–74, 1975–76, 1995–96, 1996–97, 1998–99, 1999–00, 2001–02, 2007–08, 2016–17, 2017–18, 2018–19, 2019–20, 2020–21 e 2022–23 |
|              | Copa do Irã            | 7            | 1987–88, 1991–92, 1998–99, 2009–10, 2010–11, 2018–19 é 2022–23                                                                         |
|              | Supercopa do Irã       | 5            | 2017, 2018, 2019, 2020 e 2023 |

Outros Nacionais:
- Espandi Cup: 1 (1979)
- Tehran League: 7 (1972, 1983, 1987, 1988,1989, 1990 e 1991)
- Copa de Tehran: 2 (1982 e 1987)
- 17th of Shahrivar league: 1 (1988)

## Jogadores notáveis
- Ahmad Nourollahi
- Ali Alipour
- Ali Karimi
- Alireza Beiranvand
- Gholamreza Rezaei
- Hadi Norouzi
- Hossein Mahini
- Mehdi Shiri
- Mehdi Taremi
- Mohammad Nouri
- Mohammad Reza Khalatbari
- Mohsen Bengar
- Mohsen Rabiekhah
- Bashar Resan

## Rivalidade
Seu maior rival é o Esteghlal Football Club, clube também de Teerã, com quem disputa o Sorkhabi Derby.

## Uniformes

### Uniformes atuais
- 1º - Camisa vermelha, calção e meias vermelhas;
- 2º - Camisa branca, calção e meias brancas.

| Primeiro | Segundo |

### Uniformes anteriores
- 2017-18

| Primeiro | Segundo |

- 2016-17

| Primeiro | Segundo |